# Sid Ali Lazazi
Sid Ali Lazazi (en árabe: سيد علي لعزازي‎; Argel, Argelia Francesa; 20 de septiembre de 1957 – 11 de agosto de 2025) fue un futbolista argelino que jugó en las posiciones de centrocampista y delantero.
Apodado El Raya, es considerado uno de los mejores jugadores de la historia de NA Hussein Dey
Tuvo dos partidos con la selección nacional en 1981.

## Carrera

### Club
Nacido en Hussein Dey, un suburbio de Argel, jugó toda su carrera con el NA Hussein Dey de 1977 a 1991, equipo con el que ganó la Copa de Argelia en 1978/79 y fue finalista en la Recopa Africana 1978.

### Selección nacional
Jugó para Argelia en dos ocasiones en 1981 sin anotar gol.

## Logros
- Copa de Argelia (1): 1978/79